# Chankajskij rajon
Il Chankajskij rajon (in russo Ханка́йский райо́н?) è un rajon (distretto) del Territorio del Litorale, nell'estremo oriente russo; il capoluogo è villaggio (selo) di Kamen'-Rybolov.
Il suo territorio si estende al confine con la Cina, lungo le coste occidentali del lago Chanka, tra alcuni bassi rilievi montuosi e la pianura alluvionale lacustre. La densità di popolazione è piuttosto bassa (circa 10 ab./km²) ed è concentrata per quasi metà nel capoluogo.